# Elton Hayes
Elton Hayes (* 16. Februar 1915 in  Bletchley; † 23. September 2001 in Bury St Edmunds) war ein britischer Sänger und Schauspieler.

## Leben
Hayes wuchs in einer Schauspielerfamilie auf, erlernte bereits als Kind Geige und Ukulele und wurde als Schauspieler ausgebildet. Als Teenager folgten erste Auftritte als Sänger. Ende der 1930er Jahre erhielt er seine erste Gitarre und spielte englische Folksongs. Während des Zweiten Weltkrieges war Hayes in Indien stationiert. Wegen eines rheumatischen Fiebers versteiften sich seine Finger; er setzte das Gitarrenspiel dennoch fort.
Nach dem Krieg wurde Hayes von der BBC als Autor und Sänger für BBC Radio engagiert und wurde schnell landesweit bekannt. Es folgten Tourneen, u. a. durch Nordamerika, regelmäßige Fernsehauftritte und Schallplattenproduktionen. Besonders bekannt war seine Interpretationen von Edward Lears Gedicht The Owl and the Pussycat. Ende der 1940er Jahre hatte Hayes eine eigene Fernsehsendung in der BBC: Elton Hayes – He Sings to a Small Guitar. 1952 spielte er in dem Disney-Spielfilm Robin Hood und seine tollkühnen Gesellen mit, für den er auch einen Teil der Musik schrieb.
In den 1960er Jahren zog er sich aus dem Showgeschäft zurück und widmete sich der Viehzucht. 1995 erlitt er einen Schlaganfall, gab die Viehzucht auf und zog zu Freunden nach Bury St Edmunds, wo er 2001 starb.
Hayes war mit Betty Inman verheiratet († 1982). Das Paar war kinderlos.